# Neon levis
Neon levis là một loài nhện nhảy, phân bố ở Miền Cổ Bắc, tập trung ở Nam và Tây Âu, Bắc Phi và Tân Cương (Trung Quốc). Con cái có kích thước lên đến 3 mm, con đực là 2,5 mm. Chúng có màu nâu vàng nhạt, chân có hình khuyên sáng tối. Cá thể trưởng thành có thể được tìm thấy ở Đức từ tháng 3 đến tháng 7.
Loài nhện này xuất hiện ở những nơi khô ráo, nhiều nắng, ít thảm thực vật. Ở Đức, loài này được coi là có nguy cơ tuyệt chủng.

## Tên
Tên loài này bắt nguồn từ tiếng Latin laevis có nghĩa là "mịn màng, nhẹ nhàng".